# Pest vármegyei 11. sz. országgyűlési egyéni választókerület
A Pest vármegyei 11. sz. országgyűlési egyéni választókerület egyike annak a 106 választókerületnek, amelyre a 2011. évi CCIII. törvény Magyarország területét felosztja, és amelyben a választópolgárok egy-egy országgyűlési képviselőt választhatnak. A választókerület nevének szabványos rövidítése: Pest 11. OEVK. Székhelye: Dabas

## Területe
A választókerület az alábbi településeket foglalja magába:
1. Alsónémedi
2. Apaj
3. Áporka
4. Bugyi
5. Dabas
6. Délegyháza
7. Dömsöd
8. Dunaharaszti
9. Inárcs
10. Kakucs
11. Kiskunlacháza
12. Lórév
13. Makád
14. Ócsa
15. Ráckeve
16. Szigetbecse
17. Taksony

## Országgyűlési képviselője
| Név            | Párt                                         | Párt        | Terminus | Megjegyzés                                   |
| -------------- | -------------------------------------------- | ----------- | -------- | -------------------------------------------- |
| Pánczél Károly |                                              | Fidesz-KDNP | 2014 –   | A 2014-es országgyűlési választás eredménye: |
| Pánczél Károly | A 2018-as országgyűlési választás eredménye: | Fidesz-KDNP | 2014 –   |                                              |
| Pánczél Károly | A 2022-es országgyűlési választás eredménye: | Fidesz-KDNP | 2014 –   |                                              |

## Demográfiai profilja
| Iskolai végzettség                | Iskolai végzettség               | Iskolai végzettség | Iskolai végzettség | Iskolai végzettség |
| --------------------------------- | -------------------------------- | ------------------ | ------------------ | ------------------ |
|                                   |                                  |                    |                    | fő                 |
| Általános iskolát nem végezte el  | Általános iskolát nem végezte el |                    | 1893               | 1893               |
| Általános iskola                  | Általános iskola                 |                    | 17848              | 17848              |
| Szakmunkás                        | Szakmunkás                       |                    | 20865              | 20865              |
| Érettségi                         | Érettségi                        |                    | 33035              | 33035              |
| Diploma                           | Diploma                          |                    | 16963              | 16963              |
| A 2022. évi népszámlálás szerint. |                                  |                    |                    |                    |

A Pest vármegyei 11. sz. választókerület lakónépessége 2022. október 1-jén 113 429 fő volt. A 2011-es és a 2022-es népszámlálás között 11 474 fővel nőtt a választókerület lakosság száma. A választókerületben a korösszetétel alapján a legtöbben a középkorúak élnek 41 143 fővel, míg a legkevesebben az időskorúak 20 166 fővel. A választókerület lakosságának a 85,4%-nál van internet elérési lehetőség.
A legmagasabb befejezett iskolai végzettség szerint az érettségi végzettséggel rendelkezők élnek a legtöbben 33 035 fő, utánuk a következő nagy csoport a szakmunkások 20 865 fővel.
Gazdasági aktivitás szerint a lakosság közel fele foglalkoztatott 57 660 fő, második legjelentősebb csoport az inaktív keresők, akik főleg nyugdíjasok 22 779 fővel.
A választókerület legjelentősebb nemzetiségi csoportja a németek 1998 fő, illetve a cigányok 923 fő. Magyar állampolgársággal nem rendelkező külföldi állampolgárok aránya 1%.
Vallási összetétel szerint a választókerületben lakók legnagyobb vallása a római katolikus (25 300 fő), valamint jelentős közösség még a reformátusok (11 949 fő). A vallási közösséghez nem tartozók száma szintén jelentős (11 650 fő), a választókerületben a második legnagyobb csoport a római katolikus vallás után.

## Országgyűlési választások
| Párt                      |  | Jelölt            |
| ------------------------- |  | ----------------- |
| Normális Párt             |  | Mihály Dániel     |
| Mi Hazánk                 |  | Bobrovácz Antal   |
| Egységben Magyarországért |  | Jánosi-Lesi Ágota |
| Munkáspárt-ISZOMM         |  | Fekete László     |
| Fidesz-KDNP               |  | Pánczél Károly    |
| MKKP                      |  | Ferancz Norbert   |
| MEMO                      |  | Szabó László      |

| Párt                             |           | Jelölt         | Szavazatok | %     | ± %   |
| -------------------------------- | --------- | -------------- | ---------- | ----- | ----- |
| Fidesz-KDNP                      |           | Pánczél Károly | 29 780     | 50.94 | 2.57  |
| Jobbik                           |           | Magyar Péter   | 17 231     | 29.47 | 9.41  |
| MSZP-Párbeszéd                   |           | Kücsön Sándor  | 7157       | 12.24 | 6.03  |
| LMP                              |           | Török László   | 3300       | 5.64  | 1.15  |
| Egyéb pártok                     |           |                | 996        | 1.7   | 1.18  |
| Megjelent                        | Megjelent | Megjelent      | 59 095     | 69.08 | 10.16 |
| A Fidesz-KDNP tartja a körzetet. |           |                |            |       |       |

| Párt                                |           | Jelölt           | Szavazatok | %     | ± % |
| ----------------------------------- | --------- | ---------------- | ---------- | ----- | --- |
| Fidesz-KDNP                         |           | Pánczél Károly   | 23 486     | 48.37 |     |
| Összefogás                          |           | Bakó Krisztina   | 11 379     | 23.44 |     |
| Jobbik                              |           | Zábrácki László  | 10 003     | 20.06 |     |
| LMP                                 |           | Zagyva Gabriella | 2181       | 4.49  |     |
| Szociáldemokraták                   |           | Lakos Veronika   | 103        | 0.21  |     |
| Egyéb pártok                        |           |                  | 1400       | 2.88  |     |
| Megjelent                           | Megjelent | Megjelent        | 49 016     | 58.92 |     |
| A Fidesz-KDNP nyeri meg a körzetet. |           |                  |            |       |     |

## Ellenzéki előválasztás – 2021
| Frakció                                 |                 | Jelölő szervezetek              | Jelölt            | Szavazatok | %     |
| --------------------------------------- | --------------- | ------------------------------- | ----------------- | ---------- | ----- |
| DK                                      |                 | DK, Liberálisok, Jobbik         | Jánosi-Lesi Ágota | 2628       | 56.81 |
| Momentum                                |                 | Momentum, MSZP, Párbeszéd, ÚVNP | Andrejka Zombor   | 1998       | 43.19 |
| Összes szavazat                         | Összes szavazat | Összes szavazat                 | Összes szavazat   | 4626       |       |
| Jánosi-Lesi Ágota nyeri meg a körzetet. |                 |                                 |                   |            |       |